# Andreas Beriger
Andreas Beriger (* 15. Februar 1956 in Zürich) ist ein Schweizer Schriftsteller und Übersetzer.
Beriger promovierte 1987 an der Universität Zürich mit einer Arbeit über Die aristotelische Dialektik: Ihre Darstellung in der Topik und in den Sophistischen Widerlegungen und ihre Anwendung in der Metaphysik. Er ist Lehrer an der Mittelschule der Academia Engiadina.